# لانگ پوینت (کیپ کاد)
لانگ پوینت (به انگلیسی: Long Point) یک روستا در ایالات متحده آمریکا است که در شهرستان برنستبل، ماساچوست واقع شده‌است. لانگ پوینت ۰٫۶ کیلومتر مربع مساحت و ۲۶۰ نفر جمعیت دارد.